# يابان (فلم 2023)
يابان (بالإنجليزية: Japan) هو فيلم أكشن كوميدي هندي قد صدر عام 2023 باللغة التاميلية، من تأليف وإخراج راجو موروجان وإنتاج إس آر براكاش بابو وإس آر برابهو تحت شركة دريم ورير بكتشرز. الفيلم من بطولة كارثي وآنو إيمانويل وسونيل وفيجاي ميلتون وجيثان راميش.
أُعلن عن الفيلم رسميًا في أغسطس 2022. بدأ التصوير الرئيسي في نوفمبر، وانتهى في أواخر يونيو 2023. ثم أُعلن عن العنوان الرسمي للفيلم (يابان) في الشهر ذاته. موسيقى الفيلم من تأليف جي في براكاش كومار، والتصوير السينمائي بواسطة رافي فارمان والتحرير بواسطة فيلومين راج.
صدر فيلم يابان في 10 نوفمبر 2023، وهو أسبوع عيد ديوالي، وتلقى آراء متباينة من النقاد.

## ملخص القصة
يابان هو لص ماهر سيء السمعة يسرق ثروة من المجوهرات بقيمة 200 كرور روبية من محل مجوهرات في كويمباتور، وبعد ذلك تتبعه مطاردة القط والفأر بينه وبين الشرطة التي تبدأ في تقفي أثره.

## طاقم التمثيل
- كارثي بدور يابان موني
- آنو إيمانويل بدور سانجو كوتي
- سونيل بدور سريدهار
- فيجاي ميلتون بدور كاروباسامي
- جيثان راميش بدور جانجادهار
- رافي كومار كوزير بازانيسامي
- فاجاي شاندراسيخار بدور بيرينبام (إنبام)
- سنيها بارثيباراجا بدور والدة يابان
- أشنا سودهير في دور كاني، زوجة رادها
- سنال أمان في دور إيسو
- راجيش أغاروال في دور ميتيش
- إس جي راميش بابو بصفته المفتش العام للشرطة
- باتيماندرام مانيكاندان في دور المحامي نارايانا
- ريشمي ساتيش كمفتش
- بافا تشيلادوراي بدور بومر
- بالاكاد سريرام كطبيب
- محمد عرفان في دور يوتيوب
- أرونراجا كاماراج كمخرج
- راجندران كممثل
- سريدهار مصمم الرقصات

## روابط خارجية
- يابان  في قاعدة بيانات الأفلام على الإنترنت (بالإنجليزية)